# Atlante Veneto

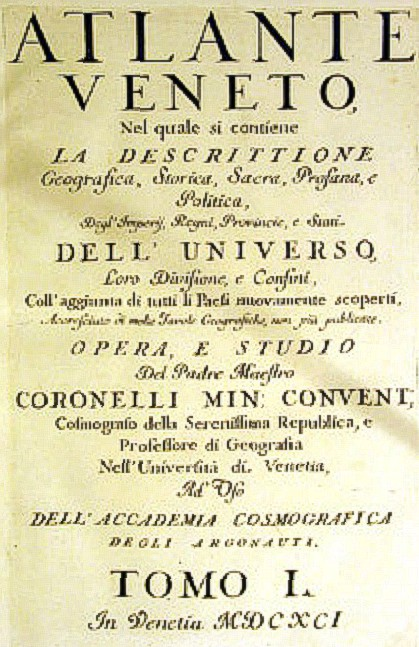
Primera página del Atlante Veneto.

Atlante Veneto (1690-1701), es un atlas muy completo publicado por el geógrafo jesuita Vincenzo Maria Coronelli y tenía como objetivo ser la continuación del Blaeu Atlas Maior. Esta obra monumental fue publicada en trece folios y brindaba gran cantidad de detalles que abarcaban a los cartógrafos y geógrafos antiguos y modernos, junto con información astronómica e histórica. Estos mapas están grabados en un estilo claro e impresos en papel blanco de calidad, los más importantes abarcaban dos páginas.
La primera parte comprende una introducción a la geografía con grabados de globos, rosas de los vientos, y sistemas cosmográficos a través de la historia desde Ptolomeo, Copernico y Tycho Brahe a Descartes.
La segunda parte trata solo sobre la Tierra, comenzando con un mapa de Ptolomeo, y dos mapas modernos cada uno de los cuales cubre un hemisferio, seguidos de mapas a dos hojas de Europa, Asia, África, y América del Sur y del Norte, finalizando con mapas del Polo Norte y del Polo Sur.
La tercera parte trata sobre hidrografía - los océanos, ríos, lagos y deltas. Aquí se encuentran mapas de los Océano Pacífico y Océano Atlántico, el Bósforo, el Golfo de Venecia y ríos tales como el río Níger, río Amazonas, río Rhin, río Danubio, y río Volga.
La última parte describe a los barcos que exploraron dichos cursos de agua.